# Relleus de Karabel

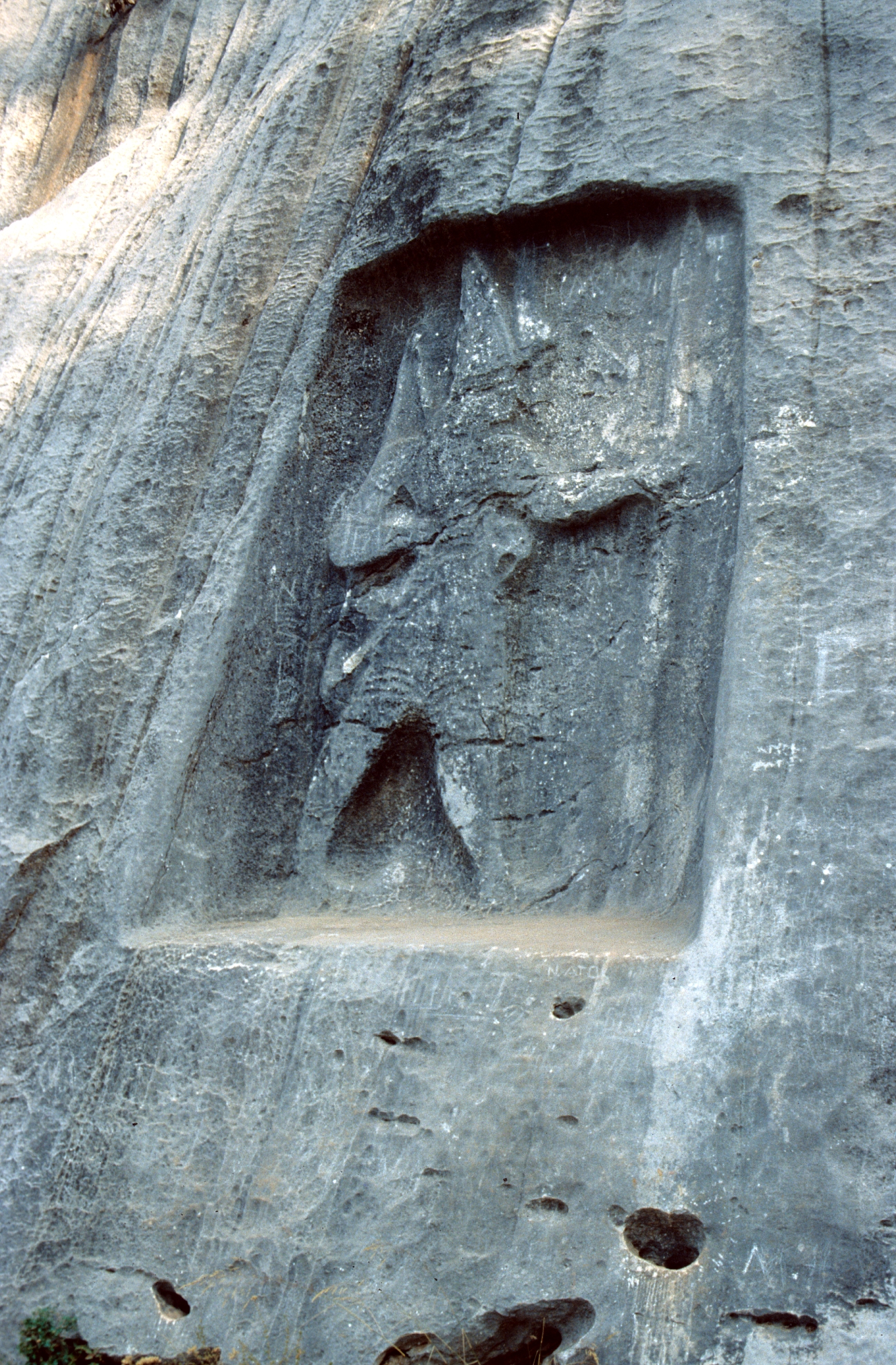
Relleu en roca del rei hittita Tarkasnawa, Turquia

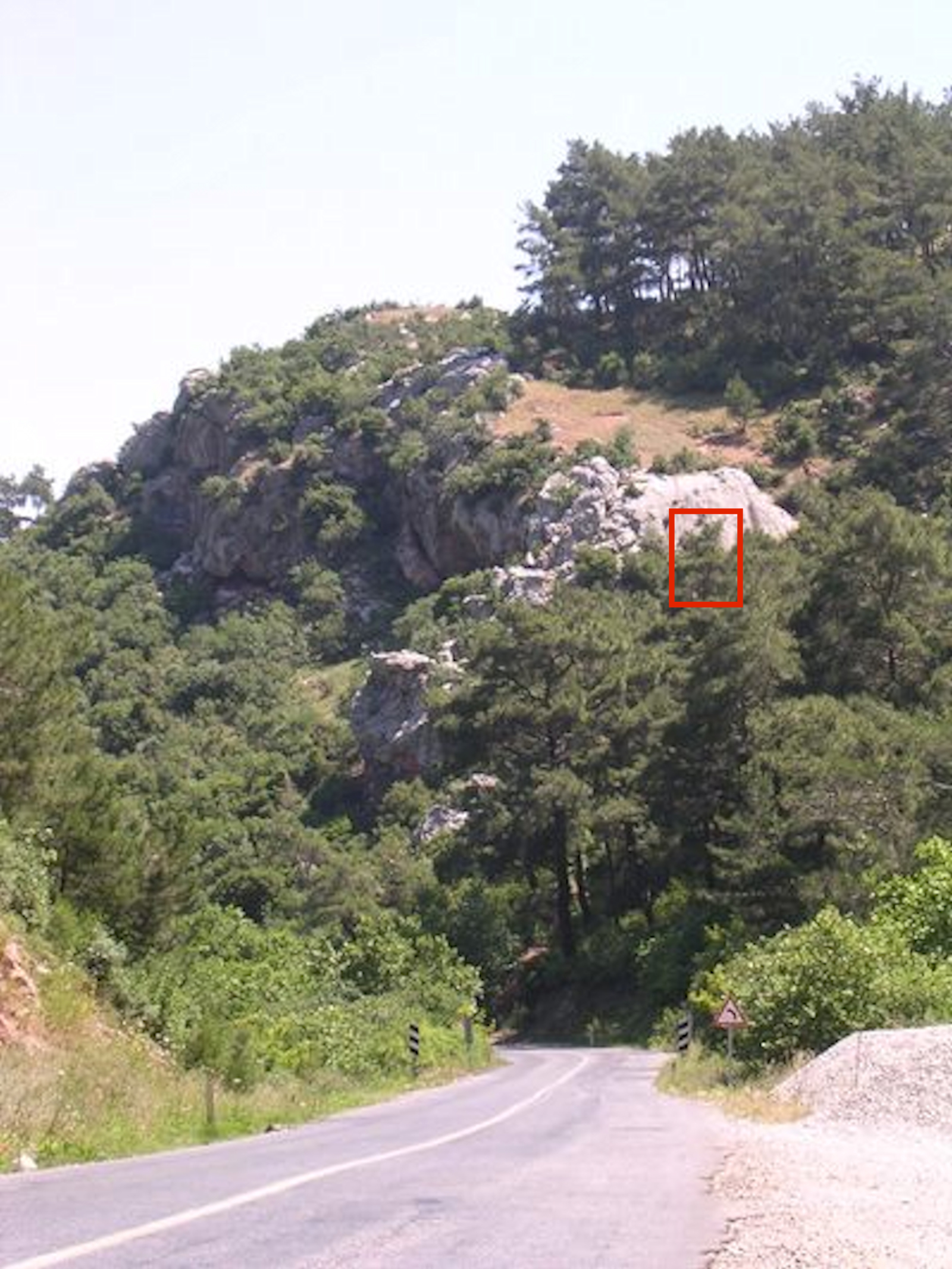
Pas Karabel, amb la ubicació del relleu rocós de Tarkasnawa vist des del sud

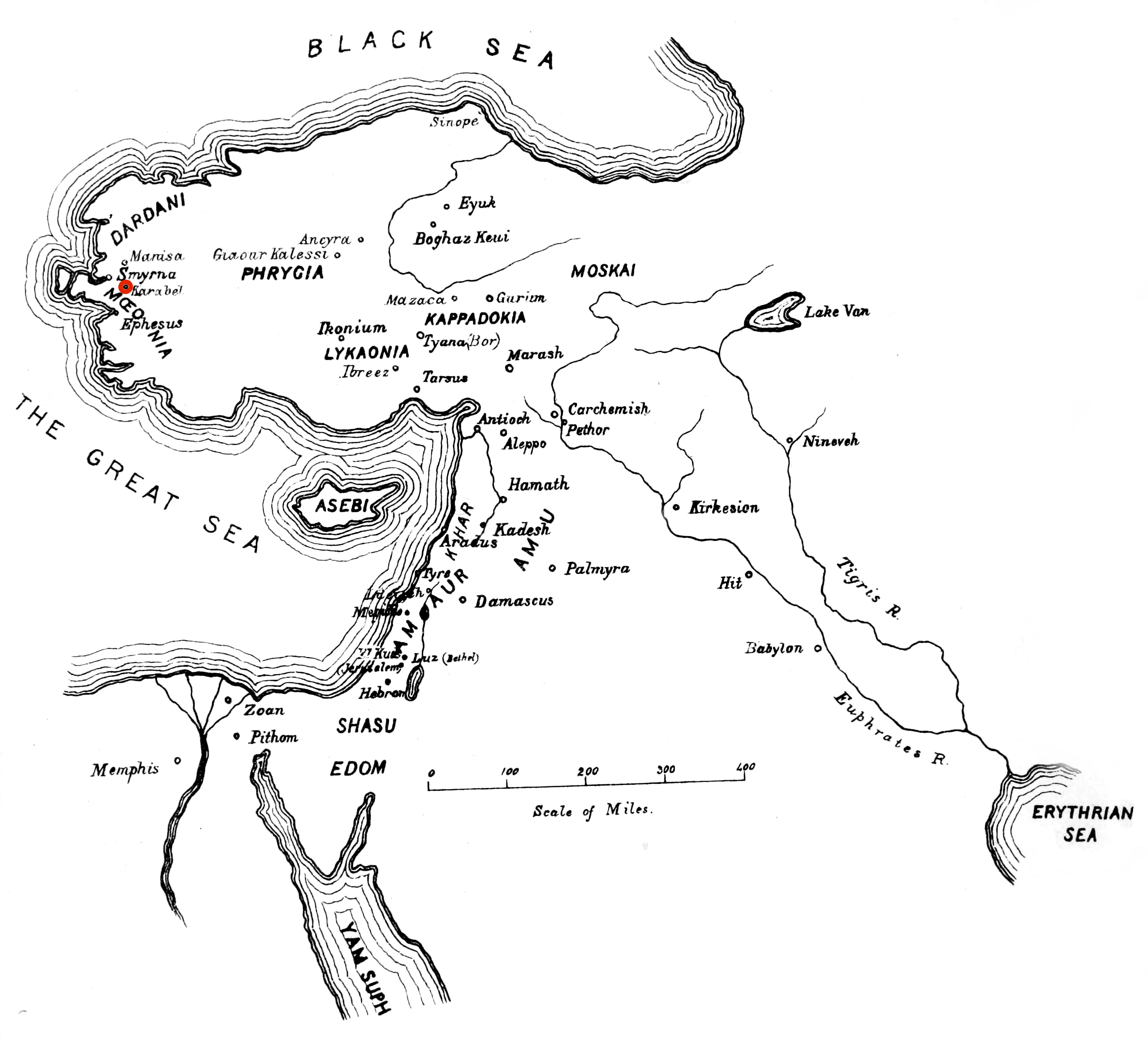
Ubicació del relleu de Karabel

El Relleu hittita o luvita de Karabel és un relleu en roca en el pas homònim, entre Torbalı i Kemalpaşa, a uns 20 km d'Esmirna (Izmir en turc) a Turquia. Els relleus rupestres són importants en l'art hittita.

## Descripció
El monument incloïa en origen dues figures de governants tallades al penya-segat (Karabel A i B) i dues inscripcions a la roca (Karabel C1 i C2 ). Durant la construcció d'una carretera en aquest pas entre el 1977 i el 1982, se'n destruïren tots els relleus tret de Karabel A. Karabel A mostra un guerrer marxant cap a la dreta amb un arc a la mà dreta i una llança a l'esquerra. Té jeroglífics luvites d'Anatòlia inscrits al braç esquerre. El relleu té 1,5 m d'amplada i 2,5 m d'alçada.
El Relleu de Karabel fou danyat per presumptes caçadors de tresors, a començament del 2019.

## Història de la recerca
Heròdot va identificar la figura amb el faraó egipci Senusret. El 1839, el viatger francés Charles Texier visità l'emplaçament i en va publicar una descripció al 1862. Karl Richard Lepsius visità el lloc el 1840 i tant un com l'altre van n'acceptaren l'origen egipci. Heinrich Kiepert ho va refutar el 1843, en comparar el relleu amb els de Yazılıkaya. Més tard, quan el relleu va ser acceptat com a hittita, el lloc va ser visitat i descrit per més estudiosos, entre ells Kurt Bittel, Helmuth Theodor Bossert, Hans Gustav Güterbock, Ekrem Akurgal, Heinrich Otten i Annelies Kammenhuber.

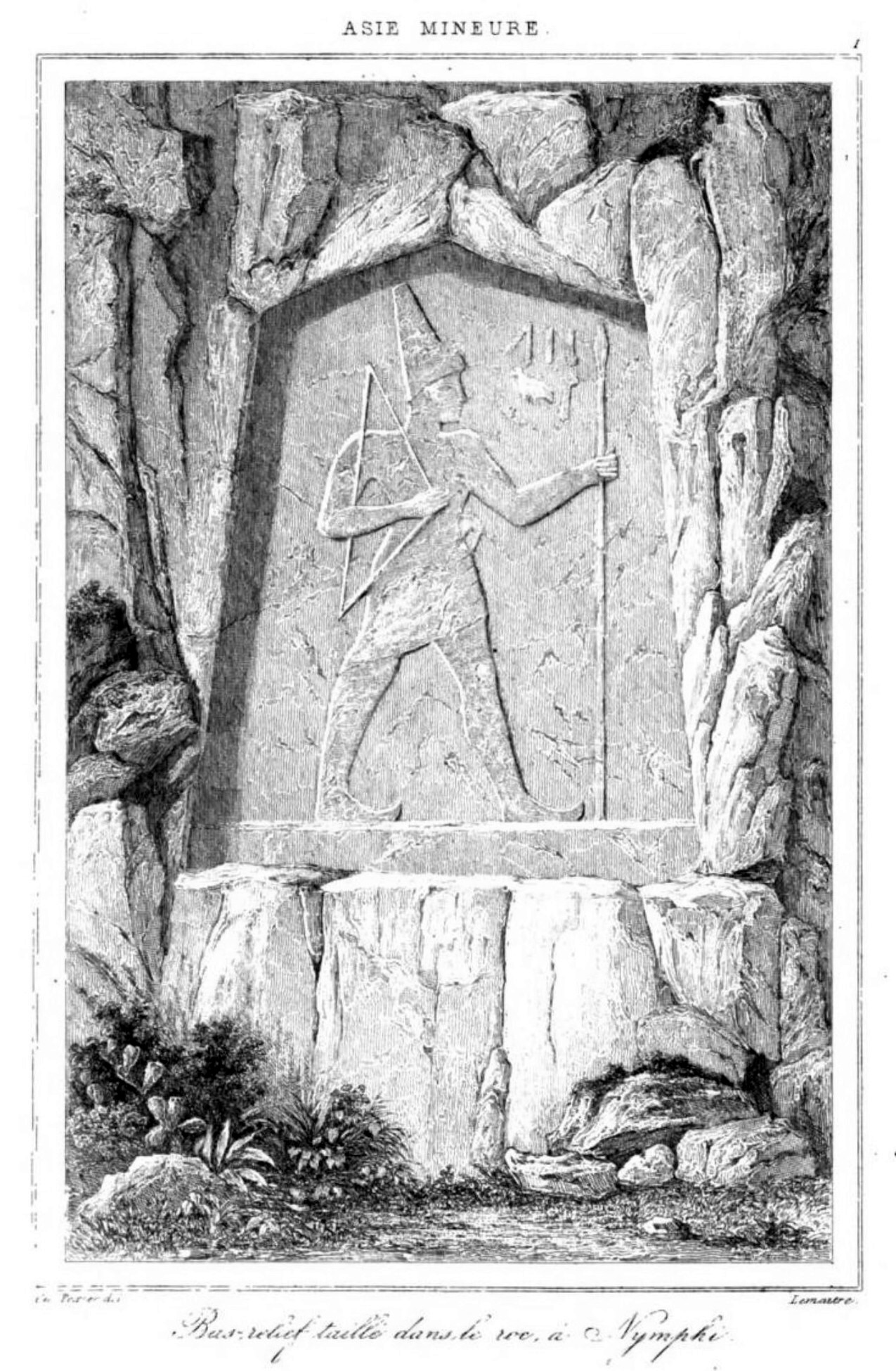
Il·lustració de Charles Texier

## Interpretació
Segons les darreres recerques, el relleu representa a Tarkasnawa, rei de Mira, estat vassall de l'Imperi hittita (segle XIII ae). El 1998 John David Hawkins arribà a llegir la inscripció així:
| « | Tarkasnawa, rei [de la terra] de Mira [fill] d'Alantallis, rei de la terra de Mira net de ...., rei de la terra de Mira | » |

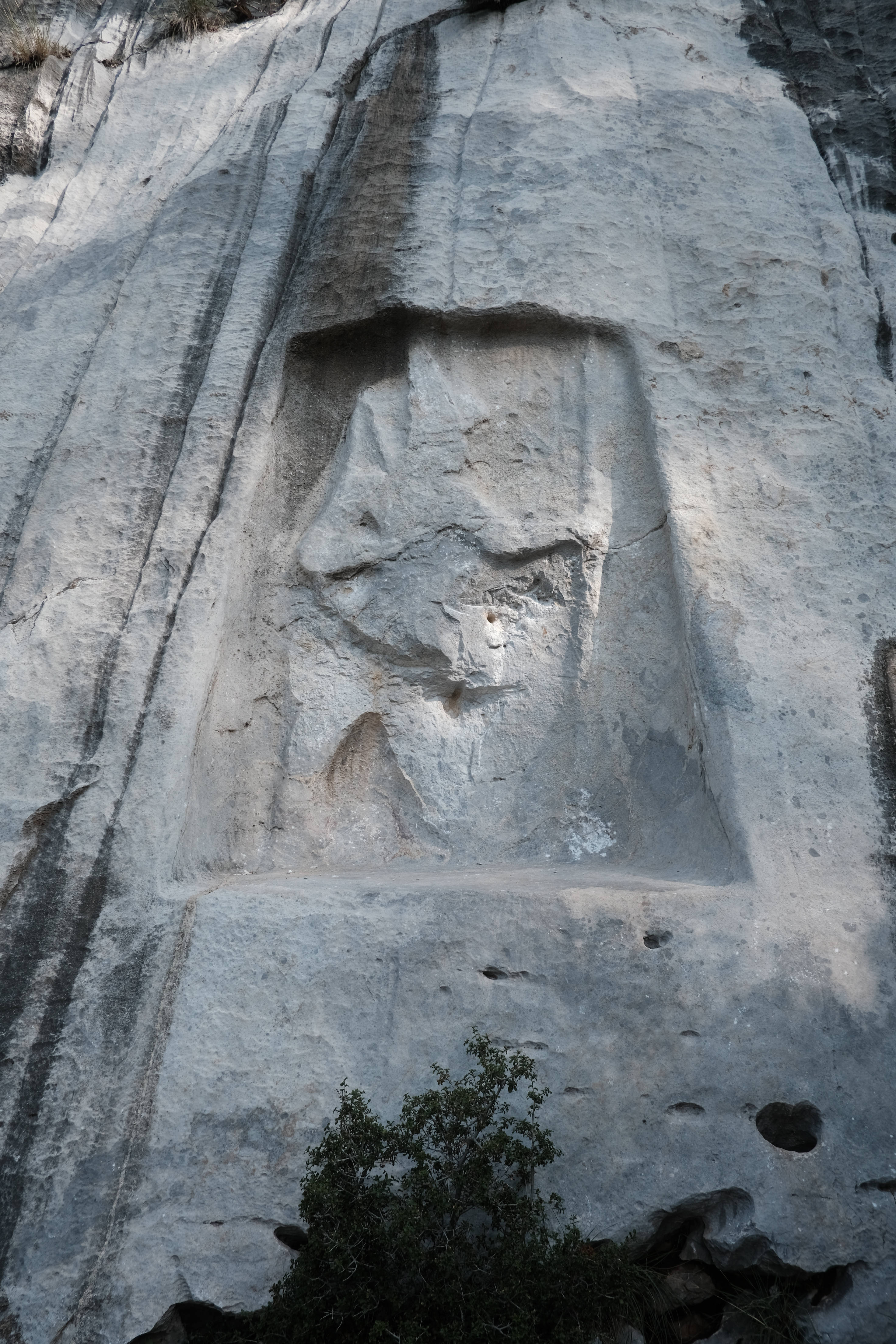
Baix relleu del rei del Regne de Mira, Tarkašnawa, després dels danys soferts el 2019

No hi ha sobreviscut el nom de l'avi; altres proves, però, indiquen que n'era Kubantaruntija.
El relleu permet situar el Regne de Mira al sud de la terra del riu Seha. Per les cartes diplomàtiques hittites, principalment la carta de Milawata, se sap que la terra del riu Seha limitava amb Mira i amb Wilusa. El relleu prova que Wilusa no podia ser al sud del Gediz, sinó que hauria de ser al nord del riu, a la Tròada, i això permet identificar Wilusa amb la ciutat d'Ilion, la Troia de la Ilíada d'Homer.